# نایل میتر
نایل مِـیتر (انگلیسی: Niall Matter؛ زادهٔ ۲۰ اکتبر ۱۹۸۰) یک هنرپیشه اهل کانادا است. وی از سال ۲۰۰۷ میلادی تاکنون مشغول فعالیت بوده‌است.
از فیلم‌ها یا برنامه‌های تلویزیونی که وی در آن نقش داشته است می‌توان به نگهبانان، ۹۰۲۱۰، کنستانتین و انبار ۱۳ اشاره کرد.